# Don Juan Tenorio
Don Juan Tenorio: Drama religioso-fantastico en dos partes (Don Juan Tenorio: Drama religioso-fantástico em duas partes) é uma peça escrita em 1844 por José Zorrilla. É a mais romântica das duas principais interpretações literárias em espanhol da lenda de Don Juan, sendo a outra El burlador de Sevilla o El convidado de piedra (O Burlador de Sevilha e o Convidado de Pedra) de 1630, que é atribuída a Tirso de Molina. Dom Juan Tenorio deve muito a esta versão anterior, reconhecida pelo próprio Zorrilla em 1880 em seus Recuerdos del tiempo viejo (Memórias dos Velhos Tempos), embora o autor curiosamente confunda Tirso de Molina com outro escritor da mesma época, Agustín Moreto. 

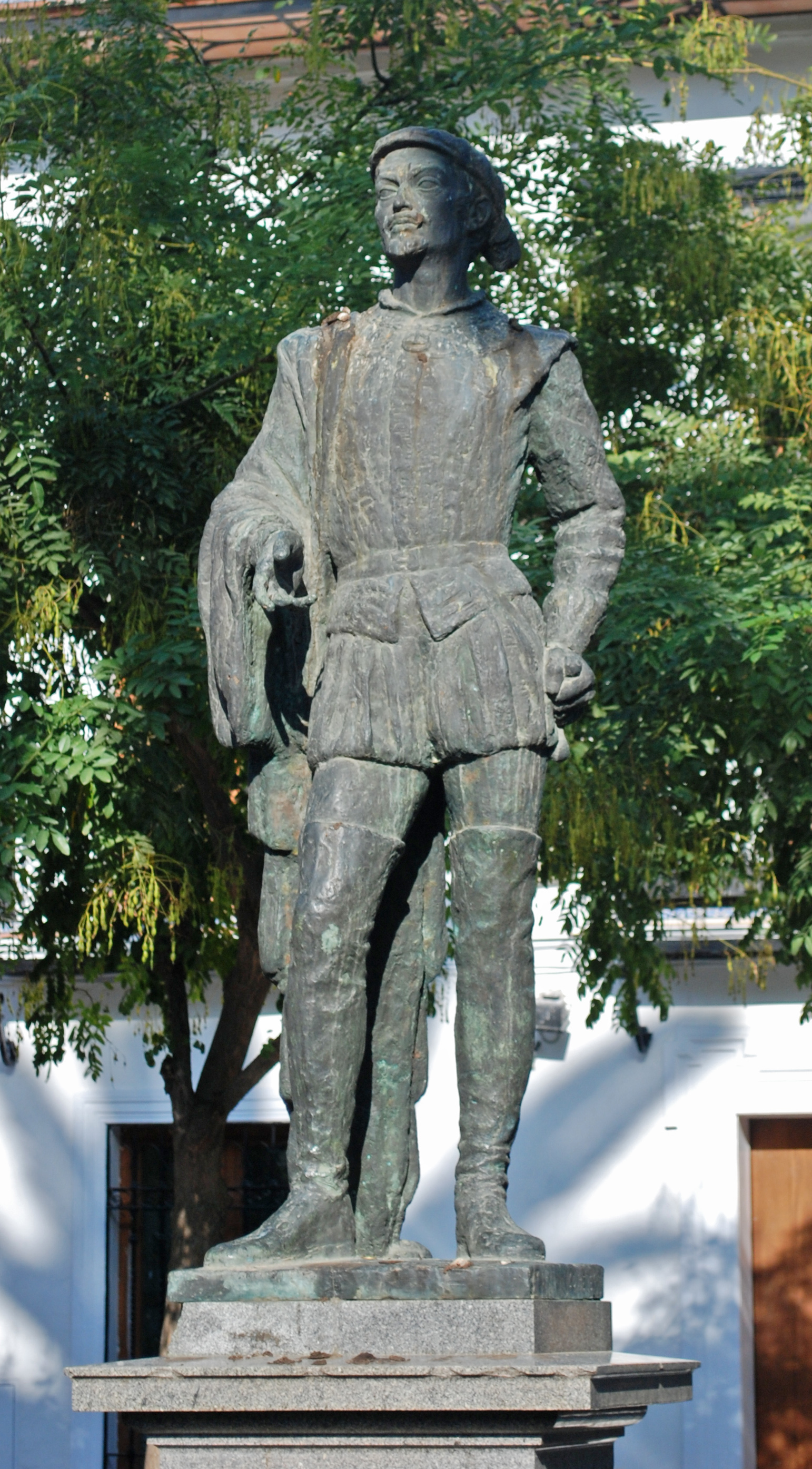
Estátua de Don Juan Tenorio em Sevilha.

## Personagens
- Don Juan Tenorio - O protagonista da história.
- Don Luis Mejia - O rival de Don Juan Tenorio.
- Don Gonzalo de Ulloa - Comandante de Calatrava, e pai de Doña Inés.
- Doña Inés de Ulloa - Filha do comandante e prometida de Don Juan.
- Don Diego Tenório - Pai de Don Juan.
- Doña Ana de Pantoja - Noiva de Don Luis.
- Buttarelli Cristofano - Estalajadeiro.
- Mark Ciutti - Servo de Don Juan.
- Gaston - Servo de Don Luis.
- Brigída - Serva de Doña Inés.
- Pascual - Empregado da família Pantoja.
- Don Rafael de Avellaneda - Amigo de Don Luis e, mais tarde, de Don Juan.
- O Escultor - Aparece na Parte 2.

## Interpretação
Essa versão de Don Juan se afasta do tema moralista da versão de Tirso de Molina. Este personagem despreocupado é muito mais conflituoso do que o original de Molina e destaca a maneira como os valores do mito podem ser reinterpretados. A peça de Zorrilla (e o arrependimento final de Don Juan) é frequentemente entendida como uma afirmação do conservadorismo do autor e da fé católica.[carece de fontes?]
Don Juan Tenorio é a peça de maior duração na Espanha: tornou-se uma tradição do teatro espanhol e mexicano ser apresentada no Dia de Todos os Santos ou seu equivalente mexicano, o Dia dos Mortos. A peça foi encenada pelo menos uma vez todos os anos por mais de um século. É também uma das peças mais lucrativas da história espanhola. Infelizmente, o autor não se beneficiou do sucesso de sua peça: não muito depois de terminá-la, Zorrilla vendeu os direitos da peça, pois não esperava que tivesse muito mais sucesso do que qualquer uma de suas outras obras. Além do preço pago pelos direitos, Zorrilla nunca ganhou dinheiro com nenhuma das produções. Mais tarde, ele escreveu críticas mordazes ao trabalho em uma aparente tentativa de interrompê-lo por tempo suficiente para revisá-lo e comercializar a segunda versão por conta própria. No entanto, o estratagema nunca teve sucesso.[carece de fontes?]
No seriado El Chapulín Colorado, a história foi retratada no episódio La historia de Don Juan Tenorio, no qual a história é contada de forma cômica e rimada.[carece de fontes?]